# Võrnu
Koordinaten: 59° 19′ N, 27° 12′ O
Võrnu ist ein Dorf (estnisch küla) in der Landgemeinde Alutaguse (bis 2017 Mäetaguse). Es liegt im Kreis Ida-Viru (Ost-Wierland) im Nordosten Estlands.

## Beschreibung und Geschichte
Das Dorf hat 58 Einwohner (Stand 1. Januar 2011).
Der Ort wurde erstmals 1241 urkundlich erwähnt. Im Jahr 1788 wurde die erste Schule des Ortes gegründet.
Sehenswürdigkeit des Dorfes ist ein großer Findling. Er hat eine Breite von 4,2 m, eine Länge von 5,6 m. Seine Höhe beträgt 2,9 m.